# Marjana Beca

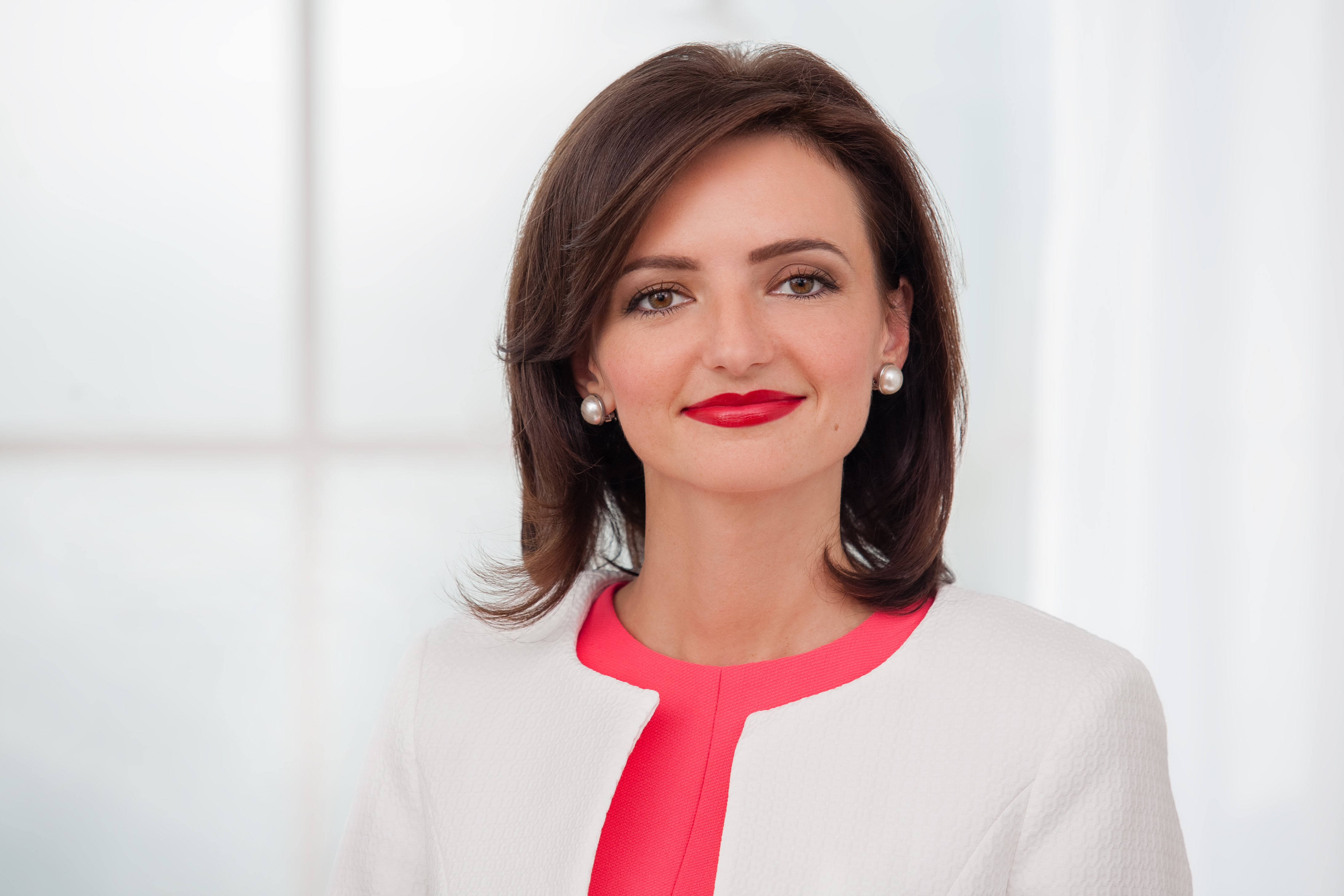
Marjana Beca, 2005

Marjana Ołeksandriwna Beca (ukr. Мар'яна Олександрівна Беца, ur. 1 stycznia 1978 w Kijowie) – ukraińska dyplomatka, która od 2018 roku służy jako ambasador w Tallinnie.
Ukończyła studia w instytucie stosunków międzynarodowych Uniwersytetu Kijowskiego, a także kursy dyplomatyczne w UK, USA, Indonezji, Bułgarii i Niderlandach.
Od 2001 roku pracuje w ukraińskiej służbie dyplomatycznej pełniąc funkcje m.in. sekretarza w ambasadzie Ukrainy w Holandii i radcy przedstawicielstwa Ukrainy przy OBWE oraz rzecznika prasowego Ministerstwa Spraw Zagranicznych Ukrainy. 